# Frédéric Soulier
Pour les articles homonymes, voir Soulier (homonymie).
Ne doit pas être confondu avec Frédéric Soulié, écrivain et feuilletoniste français.
Frédéric Soulier, né le 8 décembre 1965 à Brive-la-Gaillarde, est un homme politique français, membre du parti Les Républicains.
Après avoir été député de la 2e circonscription de la Corrèze de 2002 à 2007, il est maire de Brive-la-Gaillarde depuis 2014.

## Biographie

### Parcours politique
Frédéric Soulier est élu pour la première fois en 1995 au conseil municipal de Brive-la-Gaillarde, où il siége comme adjoint aux sports avant de devenir premier adjoint au cours du mandat suivant (2001-2004).
Il est élu député le 16 juin 2002, pour la XIIe législature (2002-2007), battant le député PS sortant Philippe Nauche, dans la deuxième circonscription de la Corrèze. Il fait partie du groupe UMP. Frédéric Soulier est battu au deuxième tour des élections législatives de 2007 par l'ancien député PS Philippe Nauche. Après avoir quitté l’Assemblée nationale en 2007, il intègre le cabinet de Dominique Bussereau, alors secrétaire d’État aux Transports, pendant l'unique mandat présidentiel de Nicolas Sarkozy.
Frédéric Soulier fut également vice-président au conseil général de la Corrèze de 2001 à 2008, chargé des infrastructures.
Il est élu maire de Brive-la-Gaillarde lors des élections municipales de 2014, battant le maire PS sortant, Philippe Nauche avec plus de 58,8 % des suffrages.
Il soutient Valérie Pécresse, sans toutefois adhérer à son mouvement Libres !
En 2018, l'avenue Jacques Chirac et Bernadette Chirac est inaugurée à Brive en présence de l'ex Première dame et de sa fille Claude Chirac. Le maire a procédé au dévoilement devant un parterre d'élus locaux et de riverains de l'avenue.
Il annonce officiellement sa candidature aux élections municipales de 2020 pour un second mandat le 7 octobre 2019 dans le journal local La Montagne. Il est soutenu par huit partis politiques (dans l'ordre alphabétique): Agir, La République en marche, Les Républicains, Libres!, le MEI, le Modem, le Mouvement radical et l'UDI. Le 15 mars 2020, la liste de Frédéric Soulier est réélue dès le premier tour avec 60,4 % des suffrages remportés et 64,5% d'abstention, face aux candidats socialiste Paul Roche, la dissidente de gauche Shamira Kasri ancienne députée et la candidate EÉLV Chloé Herzhaft. Le 26 mai 2020, il est réélu maire par le conseil municipal de Brive-la-Gaillarde dans des conditions bien particulières à cause du coronavirus,.
Le 15 juillet 2020, Frédéric Soulier est réélu à la présidence de la communauté d'agglomération du Bassin de Brive avec 80 voix sur 92 (86,9%).
Jean-Claude Sandrier est reconduit dans ses fonctions de président de l'association Urgence Ligne Polt, en octobre 2020. Il est entouré de cinq vice-présidents, dont Frédéric Soulier.
Il soutient Valérie Pécresse lors du Congrès des Républicains en vue de l'élection présidentielle de 2022.

## Mandats
- Maire adjoint de Brive-la-Gaillarde (Corrèze) délégué aux Sports (1995-2001),
- Vice-Président du conseil général de la Corrèze (2004-2008),
- 1er Adjoint au Maire de Brive-la-Gaillarde (Corrèze) de 2001 à 2004,
- Député de la Deuxième circonscription de la Corrèze (2002-2007),
- Président du Syndicat de Construction de l’Abattoir (2004-2008)
- Président du Syndicat de Construction de l’Aéroport de Brive-Vallée de la Dordogne (2001-2008),
- Conseiller Municipal de l'opposition de Brive-la-Gaillarde de 2008 à 2014,
- Maire de Brive-la-Gaillarde à partir de 2014,
- Président de la communauté d'agglomération du Bassin de Brive à partir de 2014.

## Travaux Parlementaires
- Membre de la Commission des Affaires Économiques,
- Membre du Conseil National des Transports,
- Membre de la mission d’information sur la sécurité du transport aérien,
- Membre de la commission d’enquête sur les causes économiques et financières de la disparition d’Air LIB,
- Membre de la Commission Supérieure du Service Public des Postes et Communications Électroniques,
- Rapporteur de la loi relative à la modernisation de la diffusion audiovisuelle et à la télévision du futur (TNT),
- Rapporteur sur l’approche de l’Union européenne en vue du cycle du développement à l’O.M.C.